# Tor Ulven
Tor Ulven (* 14. November 1953 in Oslo; † 18. Mai 1995 ebenda) war ein norwegischer Dichter und Schriftsteller.

## Leben
Tor Ulven debütierte 1977 mit Gedichten. Obwohl er zu Lebzeiten nur einen Roman veröffentlichte, beeinflusste er viele norwegische Schriftsteller der Nachkriegszeit. Schwer depressiv brachte er sich im Alter von 41 Jahren in seiner Geburtsstadt um.
In dem norwegischen Film Auf Anfang (2006), der von zwei jungen Schriftstellern handelt, ist das fiktive Vorbild der Hauptfiguren nach Tor Ulven gestaltet.
2012 wurde die  deutsche Fassung seiner Kurzgeschichtensammlung Dunkelheit am Ende des Tunnels (Vente og ikke se) mit dem Buchpreis der unabhängigen deutschsprachigen Verlage (Hotlist) ausgezeichnet.

## Werke
- Skyggen av urfuglen (Gedichte) – 1977
- Etter oss, tegn (Gedichte) – 1980
- Forsvinningspunkt (Gedichte) – 1981
- Det tålmodige (Gedichte und Prosagedichte) – 1987
- Gravgaver (Prosa) – 1988

- - deutsche Ausgabe: Grabbeigaben. Fragmentarium. Aus dem Norwegischen übersetzt von Bernhard Strobel,  Literaturverlag Droschl, Graz 2025, ISBN 9783990591505.

- Søppelsolen (Gedichte) – 1989
- Nei, ikke det (Kurzgeschichten) – 1990
- Fortæring (Prosagedichte) – 1991
- Avløsning (Roman) – 1993
  - deutsche Ausgabe: Ablösung. Übersetzt von Bernhard Strobel. Literaturverlag Droschl, Graz 2019, ISBN 978-3-99059-034-8.
- Vente og ikke se (Kurzgeschichten) – 1994
  - deutsche Ausgabe: Dunkelheit am Ende des Tunnels. Übersetzt von Bernhard Strobel. Literaturverlag Droschl, Graz und Wien 2012, ISBN 978-3-85420-793-1.
- Stein og speil (Prosagedichte) – 1995
  - deutsche Ausgabe (zusammen mit den Texten aus Fortæring): Das allgemein Unmenschliche. Übersetzt von Bernhard Strobel. Literaturverlag Droschl, Graz und Wien 2014, ISBN 978-3-85420-957-7.
- Etterlatte dikt (Gedichte) – 1996
- Essays – 1997
- Samlede dikt (Gedichte) – 2000